# Carlos Torrent
Pour les articles homonymes, voir Torrent.
Torrent i Tarrés est un nom catalan. Le premier nom de famille, paternel, est Torrent ; le second, maternel, souvent omis, est Tarrés ; les deux sont fréquemment liés par la conjonction « i ».
Carlos Torrent Tarrés (né le 29 août 1974 à Sant Joan les Fonts) est un coureur cycliste espagnol. Concourant sur route et sur piste, il a notamment fait partie de l'équipe espagnole médaillée de bronze en poursuite par équipes aux Jeux olympiques d'Athènes en 2004.

## Palmarès sur piste

### Jeux olympiques
- Athènes 2004 
  -  Médaillé de bronze de la poursuite par équipes (avec Asier Maeztu, Sergi Escobar et Carlos Castaño)

### Championnats du monde
- Melbourne 2004
  -  Médaillé de bronze de la poursuite par équipes (avec Asier Maeztu, Sergi Escobar et Carlos Castaño)
- Copenhague 2010
  - 12e de la course aux points

### Coupe du monde
- 1999
  - 3e de la poursuite par équipes à Cali
- 2008-2009
  - 2e de la poursuite par équipes à Cali
  - 3e de la course aux points à Cali
  - 3e du scratch à Cali

### Championnats nationaux
| - 1993 - 2e du championnat d'Espagne de course aux points - 3e du championnat d'Espagne de poursuite par équipes - 1994 - 3e du championnat d'Espagne de course aux points - 1996 - 2e du championnat d'Espagne de l'américaine - 3e du championnat d'Espagne de course aux points - 1998 - 2e du championnat d'Espagne de poursuite par équipes - 1999 - Champion d'Espagne de poursuite - Champion d'Espagne de poursuite par équipes - Champion d'Espagne de course aux points - 2000 - Champion d'Espagne de poursuite par équipes | - 2005 - 2e du championnat d'Espagne de poursuite par équipes - 2e du championnat d'Espagne de course aux points - 2006 - Champion d'Espagne de course aux points - Champion d'Espagne de poursuite par équipes - Champion d'Espagne de l'américaine - 2007 - Champion d'Espagne de poursuite par équipes - 2e du championnat d'Espagne de l'américaine - 2009 - Champion d'Espagne de poursuite par équipes - 2e du championnat d'Espagne de l'américaine |  |

## Palmarès sur route

### Par années
| - 1995 - Trophée Guerrita - Gran Premio San Lorenzo - 3e du Circuit méditerranéen - 1996 - 2e de la Ronde du Canigou - 1998 - 3e du Tour de Tarragone - 1999 - Cursa Ciclista del Llobregat - 2e de La Pyrénéenne - 3e du Trophée Guerrita - 2000 - 2e étape du Grand Prix du Portugal - 2002 - Tour de La Rioja : - Classement général - 1re étape | - 2003 - 2e de Paris-Camembert - 2004 - 2e étape du Grand Prix international Mitsubishi MR Cortez - 2005 - 2e étape du Tour de Castille-et-León - 2006 - Grand Prix Cristal Energie - 2e étape du Tour de Burgos - 2e du Circuit de Getxo - 2007 - 4e étape du Tour de León - 2010 - 2e du Challenge du Prince - Trophée de la maison royale |  |

### Résultats sur le Tour d'Espagne
4 participations
- 2001 : 117e
- 2002 : 73e
- 2003 : 41e
- 2004 : abandon (9e étape)

### Classements mondiaux
| Année           | 2005 | 2006 | 2007 | 2008 | 2009   | 2010 |
| --------------- | ---- | ---- | ---- | ---- | ------ | ---- |
| UCI Africa Tour |      |      |      |      |        | 23e  |
| UCI Europe Tour | 692e | 65e  | 553e |      | 1 119e |      |